# Bob Lee Swagger
Bob Lee "the Nailer" Swagger es un personaje ficticio creado por Stephen Hunter. Es el protagonista de una serie de 12 novelas (a partir de 2022) que relatan su vida durante y después de la guerra de Vietnam, comenzando con Point of Impact (1993) hasta la más reciente Targeted (2022). Swagger también es el protagonista tanto de la película de 2007 como de la serie de televisión Shooter de 2016, cada una basada en Point of Impact. El creador Stephen Hunter ha declarado que Swagger se basa libremente en el USMC Scout Sniper Carlos Hathcock.

## Tirador(adaptaciones)
Point of Impact es la base de la película Shooter protagonizada por Mark Wahlberg como Swagger. La película tiene lugar en la actualidad, con muchas de las circunstancias actualizadas a un escenario contemporáneo.
Una adaptación televisiva también titulada Shooter comenzó a transmitirse en 2016. Ryan Phillippe interpreta a Swagger.